# Alikalia
Alikalia este un oraș în Sierra Leone.